# Parafia św. Michała Archanioła w Purdzie
Parafia Świętego Michała Archanioła w Purdzie – rzymskokatolicka parafia w Purdzie, należąca do archidiecezji warmińskiej i dekanatu Barczewo.
Została utworzona w XIV wieku.